# Baška (Frýdek-Místek)
Baška é uma comuna checa localizada na região de Morávia-Silésia, distrito de Frýdek-Místek‎.